# Медина (окръг, Охайо)
Вижте пояснителната страница за други значения на Медина.
Окръг Медина (на английски: Medina County) е окръг в щата Охайо, Съединени американски щати. Площта му е 1096 km², а населението - 151 095 души (2000). Административен център е град Медина.